# غيل أسبر
غيل أسبر هي محامية كندية، ولدت في 28 مايو 1960.